# Drimia ciliata
Drimia ciliata är en sparrisväxtart som först beskrevs av Carl von Linné d.y., och fick sitt nu gällande namn av John Charles Manning och Peter Goldblatt. Drimia ciliata ingår i släktet Drimia och familjen sparrisväxter. Inga underarter finns listade i Catalogue of Life.